# Henry Motor Car Company
Henry Motor Car Company war ein US-amerikanischer Hersteller von Automobilen.

## Unternehmensgeschichte
Das Unternehmen wurde 1909 in Muskegon in Michigan gegründet. W. L. Simonton war Präsident, Charles F. Latimer Vizepräsident, Charles H. Latimer Schatzmeister und P. H. De Mange Sekretär. Konstrukteur war David W. Henry, der zehn Jahre lang bei der Columbia Automobile Company tätig war. Das Unternehmen zog in eine neuwertige Fabrik ein, die die örtliche Handelskammer für die Gary Motor Car Company baute, die jedoch keine Produktion zustande brachte. Sie begannen mit der Produktion von Automobilen. Der Markenname lautete nach dem Konstrukteur Henry.
Ende 1910 oder 1911 wechselte Henry zur Colby Motor Company. Im September 1911 ersetzte John Q. Rose Simonton als Präsident. Im Frühjahr 1912 folgte die Insolvenz. Damit endete die Produktion.
Insgesamt entstanden etwa 600 Fahrzeuge.

## Fahrzeuge
1910 gab es nur das Model 35. Es hatte wie alle folgenden Fahrzeuge einen Vierzylindermotor. 104,775 mm Bohrung und 133,35 mm Hub ergaben 4599 cm³ Hubraum und 35 PS Leistung. Das Fahrgestell hatte 295 cm Radstand. Das Model D hatte fünf Sitze, das Model L nur vier. Beides waren Tourenwagen.
Von 1911 bis 1912 standen drei Modellreihen mit insgesamt neun Modellen im Sortiment. Der Twenty-Four (englisch für 24) hatte einen Motor mit 95,25 mm Bohrung, 114,3 mm Hub, 3228 cm³ Hubraum und 24 PS Leistung. Der Radstand betrug 269 cm. Einziger Aufbau war ein Roadster beim Model K. Der Thirty (englisch für 30) hatte einen Motor it 101,6 mm Bohrung, den gleichen Hub, 3707 cm³ Hubraum und leistete 30 PS. Der Radstand war mit 284 cm etwas länger. Das Model A war ein Tourenwagen mit fünf Sitzen. Der Forty hatte den Motor des Vorjahresmodells, allerdings auf 40 PS leistungsgesteigert. Der Radstand blieb ebenfalls unverändert. Model B war ein Demi-Tonneau mit vier Sitzen, Model E ein Roadster, Model F und Model M ein Tourenwagen mit fünf Sitzen, Model H ein Demi-Tonneau, Model I ein Torpedo-Tourist und Model P ein sogenannter Roadstar.

## Modellübersicht
| Jahr      | Modell      | Ausführung | Zylinder | Leistung (PS) | Radstand (cm) | Aufbau                |
| --------- | ----------- | ---------- | -------- | ------------- | ------------- | --------------------- |
| 1910      | Model 35    | Model D    | 4        | 35            | 295           | Tourenwagen 5-sitzig  |
| 1910      | Model 35    | Model L    | 4        | 35            | 295           | Tourenwagen 4-sitzig  |
| 1911–1912 | Twenty-Four | Model K    | 4        | 24            | 269           | Roadster              |
| 1911–1912 | Thirty      | Model A    | 4        | 30            | 284           | Tourenwagen 5-sitzig  |
| 1911–1912 | Forty       | Model B    | 4        | 24            | 269           | Demi-Tonneau 4-sitzig |
| 1911–1912 | Forty       | Model E    | 4        | 24            | 269           | Roadster              |
| 1911–1912 | Forty       | Model F    | 4        | 24            | 269           | Tourenwagen 5-sitzig  |
| 1911–1912 | Forty       | Model H    | 4        | 24            | 269           | Demi-Tonneau          |
| 1911–1912 | Forty       | Model I    | 4        | 24            | 269           | Torpedo Tourist       |
| 1911–1912 | Forty       | Model M    | 4        | 24            | 269           | Tourenwagen 5-sitzig  |
| 1911–1912 | Forty       | Mode P     | 4        | 24            | 269           | Roadstar              |